# Bremer Diakonie
Die Bremer Diakonie der Kirchen  gibt es in Bremen seit dem Mittelalter. Sie nahm soziale Arbeit in der Gemeinde wahr.
Die Diakonie Bremen (Diakonische Werk Bremen e. V.) von 1963 gehört wie 14 weitere Landesverbände zur Diakonie Deutschland. Die Diakonie Bremen ist in der Freien Hansestadt Bremen als Land ein anerkannter Spitzenverband der Freien Wohlfahrtspflege.

## Geschichte

### Bremer Diakonie seit dem Mittelalter
Die in Bremer Stiftungen, Anstalten, Vereinen und Einrichtungen organisierte Diakonie hat in Bremen eine lange Tradition, die bis in das Mittelalter hinein reicht. Die Fürsorge für Arme, Alte, Kranke und Waisen war im Mittelalter eine christliche Liebestätigkeit. Die betroffene Menschen wurden in Hospitalen, Gottesbuden und Gasthäusern aufgenommen. Finanziert wurden die Einrichtungen durch Spenden, Stiftungen, Erbschaften und Renteneinkünfte der Hospitäler. Auch nach der Reformation trat kein großer Wandel ein. Zunehmend übernahmen aber die bremischen Kirchgemeinden die organisation der Wohltätigkeit.
Von 1525 ist eine „Gotteskiste“ an der Liebfrauenkirche in Bremen bekannt, die „de husarmen“ versorgte. Verwaltet wurde diese Einrichtung von vier bis sechs Gemeindemitgliedern, die seit 1526 als Diakone (altgriech. διακονία, diakonia „Dienst“ von διάκονος „Diener“) bezeichnet wurden. Diese Diakone beschäftigten einen Buchhalter und Armenvögte, die für die Überprüfung von Bettlern und Armen zuständig waren. Auch in den anderen Bremischen Kirchspielen dürften ähnliche Einrichtungen tätig gewesen sein. 1638 entstand am Bremer Dom die letzte Diakonie der damaligen Kirchgemeinden.
Die Diakonien regelten die Armenversorgung, um das Betteln zu verhindern. Sie hielt ständigen Kontakt zu den Bedürftigen. Sie sammelte Spenden und nahm Stiftungen und Vermächtnisse entgegen. Als „Hausarme“ wurden ansässige Bürger bezeichnet die Almosen empfangen haben, die ihnen aber nur gewährt wurden, wenn sie nicht beim Betteln erwischt wurden. „Bettler und Vaganten“ konnten in ein 1646 gegründetes Werkaus (auch Werk- und Zuchthaus genannt) an der Großenstraße eingewiesen werden.
Es gab zu dem einige weitere Einrichtungen für wohltätige Zwecke bei den bremischen Bruderschaften und den Zünften sowie Hospitäler, die nicht an die Stadt oder die Kirchgemeinden gebunden waren.

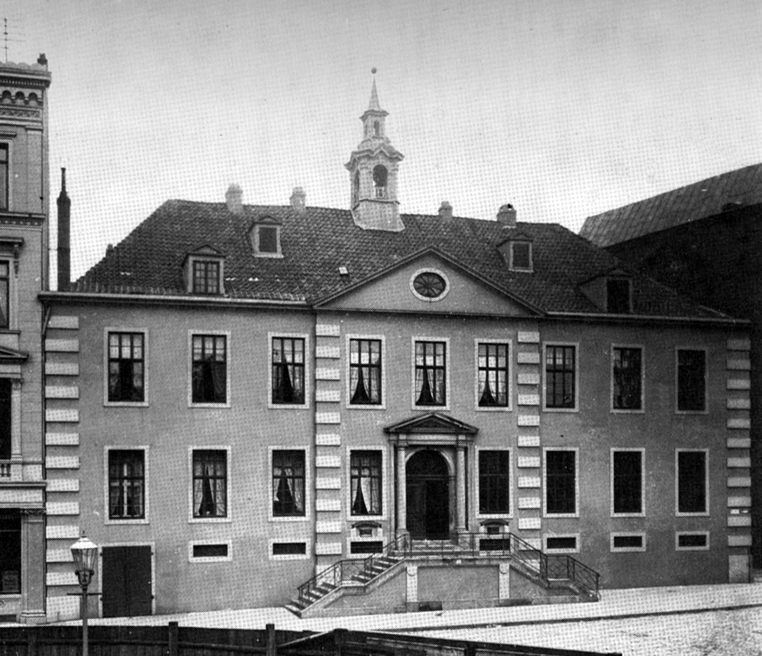
St.-Petri-Waisenhaus am Domshof, 1902 abgerissen

Die Stiftung Alten Eichen von 1596 gilt als älteste Jugendhilfeeinrichtung Deutschlands. Die Stiftung St. Petri Waisenhaus von 1692 in Bremen hat ihren Ursprung im Waisenhaus der St. Petri-Domgemeinde von 1692, und die Egestorff-Stiftung geht zurück auf ein Heim für arme, kranke und alte Bürger, das 1692 auf Anregung der Bremer Altstadtgemeinden von der Bürgerschaft zur Verbesserung der Armenpflege gegründet wurde.
1684 gründete der Bremer Rat ein reformiertes Armen- und Kinderhaus im Brauhaus am Stephanitorwall ein. Die Diakone wiesen die „Zöglinge“ in diese Einrichtung ein, die sich seit 1685 an der Hutfilter Straße und seit 1707 in der Großenstraße befand. Seit der zweiten Hälfte des 17. Jahrhunderts gerieten die bremischen Diakonien immer stärker unter dem Einfluss des Rates der Stadt Bremen. Die Mittel der Diakonien wurden nun auch für die General-Armenversorgung der Stadt verwendet. Gefördert wurden nun die städtischen Waisenhäuser und das städtische Armenhaus. Die lutherischen Waisen wurden seit 1692 in einem der Domkurie gehörenden Gebäude als St. Petri Waisenhaus untergebracht. Das eingerichtete Diakonenamt war eng mit den Pfarrgemeinden verbunden. Auch die antikirchlichen Bremer Franzosenzeit überstanden die Diakonien.
Im 19. Jahrhundert unterlagen die Bremer Stiftungen der Kontrolle durch den Bremer Senat oder auch der Diakonie. Die Diakone waren seit 1813 bis etwa 1830 Mitglieder der 400 bis 600 Bürger umfassenden, machtlosen Bremischen Bürgerschaft.
Der Verein für Innere Mission besteht seit 1849, das 1868 gegründete Diakonissenmutterhaus bzw. die Bahnhofsmission seit 1898 sind weitere Beispiele für frühes diakonisches Engagement in Bremen.
1875 wurde als neue Behörde die Stadtbremische Armenpflege eingerichtet mit einem senatorischen Direktor und 102 Armenpflegern, davon 48 kirchliche Gemeindediakone. In 85 Armendistrikten regulierte diese Behörde ihre Aufgaben. 1878 schieden durch Gesetz die Diakone aus und es gab nun 180 nur noch städtische Armenpfleger. Damit war die Trennung von Staat und Kirche in diesem Bereich vollzogen.
Diakonissenmutterhaus

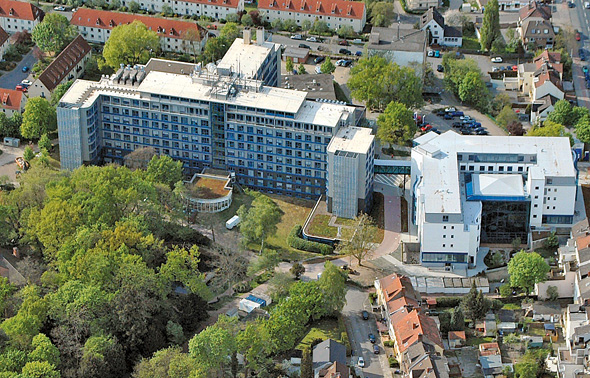
Diako-Krankenhaus

Die Einrichtung eines Diakonissenmutterhauses in Bremen war mit kirchlichen Richtungskämpfen verbunden und gelang erst 1868, nachdem in Deutschland diese Entwicklung seit 1836 begann. In der Fichtenstraße wurde ein Krankenhaus mit 30 Betten eingerichtet.
Von 1878 bis 1880 entstand mit 45 Betten der Neubau des Diakonissenhauses, das heutige DIAKO Bremen an der Nordstraße nach Plänen von Wilhelm Below, das später durch ein Haus für 30 Kinder vergrößert wurde. Eine Tochteranstalt für 33 weibliche „Sieche“, das Almastift in Walle, kam 1892 hinzu. Das Krankenhaus wurde 1904 auf 150 Betten vergrößert und Unterkünfte für die Diakonissen entstanden. 1937 hatte das Haus neun Fachabteilungen. 1944 wurde das Gebäude zerstört und erst 1958/60 konnte in Gröpelingen ein neues Krankenhaus aufgebaut und ständig vergrößert und modernisiert werden.

Das DIAKO Ev. Diakonie-Krankenhaus ist heute (2015) ein Krankenhaus mit 401 Betten und rund 900 Mitarbeitern.

### Diakonische Werk Bremen von 1963
1963 wurde das Diakonische Werk Bremen (DW Bremen) gegründet. 1964 nahm das Diakonische Werk Innere Mission und Hilfswerk der Evangelischen Kirche in Bremen seine Tätigkeit auf. Das Gesetz zur Förderung eines freiwilligen sozialen Jahres  (FSJ) bietet seit 1964 einen rechtlichen Rahmen, der allen Teilnehmern die Möglichkeit zur Orientierung bei gleichzeitiger sozialer Sicherung und Bildung garantiert.

Das DW Bremen richtete 1977 gemeinsam mit der Lutherischen Kirche Oldenburg und dem DW der Ev.-ref. Kirche Nordwestdeutschlands eine gemeinsame Verwaltungsstelle für Zivildienstleistende ein. Die Federführung liegt beim DW Oldenburg. Das Freiwillige Soziale Jahr wurde 1981 von 30 auf 60 Teilnehmer ausgeweitet.

Der Bundesverband Johanniter-Unfallhilfe  wurde in das Diakonische Werk Bremen aufgenommen.

Die Geschäftsstelle zog 1986 in das Haus der Diakonie an der Blumenthalstraße 10 um.

Die 31. Aktion Brot für die Welt wurde 1989 bundesweit in der Bremer Oberen Rathaushalle unter Beteiligung der Bundestagspräsidentin Rita Süssmuth eröffnet. Die Diakonische Konferenz fand 1997 in Bremen statt und verabschiedet das bundesweite Leitbild.
Der Verein für Innere Mission und das Diakonisches Werk Bremen wurden 2004 organisatorisch getrennt. Das Diakonische Werk bezog eigene Räumlichkeiten im Konsul-Hackfeld-Haus in Bremen – Mitte. Der Deutsch Evangelischer Kirchentag 2009 kam nach Bremen und das Diakonische Werk Bremen organisierte das Diakonische Dorf auf dem Unser Lieben Frauen Kirchhof. Das Diakonische Werk Bremen unterstützt das Aktionsbündnis Menschenrecht auf Wohnen. Die bundesweite Aktion Brot für die Welt wurde 2013 mit einer Festveranstaltung und einem Fernsehgottesdienst in Bremen eröffnet. Das Diakonische Werk Bremen feierte 2014 das 50-jährige Bestehen mit einem Senatsempfang im Bremer Rathaus.

## Diakonie Bremen
Organisation
Die Diakonie Bremen organisiert und vertritt die Interessen seiner 44 selbstständigen Mitglieder (Stand 2017). Zu den Mitgliedern gehören zum Beispiel die Bremische Evangelische Kirche und das DIAKO Ev. Diakonie-Krankenhaus.

Die Diakonie Bremen ist Mitglied der Landesarbeitsgemeinschaft der Freien Wohlfahrtspflege Bremen
Freiwilliges Engagement
Auf unterschiedlichen Ebenen fördert die Diakonie Bremen das freiwillige Engagement. Dazu gehören das Freiwillige Soziale Jahr (FSJ), der Bundesfreiwilligendienst (BFD) und das Freiwillige Soziale Engagement (FSE) – auch bekannt als „Ehrenamt“. Insgesamt engagieren sich etwa 3.800 Hauptamtliche und noch einmal 800 Ehrenamtliche in den Mitgliedseinrichtungen der Diakonie Bremen (Stand: Juni 2017).
Weltweite Diakonie
Ökumenische und weltweite Themen verfolgt die Diakonie Bremen auch durch Brot für die Welt, die Diakonie Katastrophenhilfe und Hoffnung für Osteuropa. Die Partnerschaft mit der Gemeinde Schäßburg besteht bereits seit mehr als 40 Jahren.
Vorstand
Vorstand der Diakonie Bremen ist (Stand September 2017) der Landesdiakoniepfarrer Manfred Meyer. Jürgen Stein ist Verbandskoordinator.

## Mitglieder
Mitglieder der Bremer Diakonie sind (Stand: 2018)
- Alten Eichen Perspektiven für Kinder & Jugendliche gGmbH
- Ambulante Suchthilfe Bremen gGmbH
- Berufsförderungswerk Friedehorst gGmbH
- Bremer Seemannsmission e. V.
- Bremer Treff e. V.
- Bremer Ökumenisches Wohnheim gGmbH
- Bremische Evangelische Kirche (BEK)
- Christliche Elterninitiative e. V.
- Christlicher Verein Junger Menschen Bremen e. V.
- Deutscher Evangelischer Frauenbund
- DIAKO Ev. Diakonie-Krankenhaus gGmbH
- Diakonische Behindertenhilfe Lilienthal gGmbH (kooptiert)
- Diakonische Jugendhilfe Bremen gemeinnützige GmbH
- Diakonische Kindertageseinrichtungen in Bremen gemeinnützige GmbH
- Diakonisches Werk Bremerhaven e. V. (kooptiert)
- Dienste für Senioren und Pflege Friedehorst gGmbH
- Evangelisch-Freikirchliches Diakoniewerk Bremen e. V.
- Evangelische Beratungsstelle e. V.
- Evangelisches Diakonissenmutterhaus Bremen e. V.
- Freunde des Johanniterhauses Bremen e. V.
- Freundeskreis für Suchtkrankenhilfe Landesverband Bremen e. V.
- Friedehorst gGmH
- Friedehorst mobil – ambulanter Pflegedienst
- Friedehorst Teilhabe Leben gGmbH
- Haus der Zukunft e. V.
- Heilsarmee Bremen
- Johanniter Fördergesellschaft mbH
- Johanniter-Unfallhilfe e. V.
- Johanniterhaus Bremen gemeinnützige GmbH
- Menschen erleben e. V.
- Mission:Lebenshaus gGmbH
- Neurologisches Rehabilitationszentrum gGmbH
- Reha Aktiv Friedehorst gGmbH
- Sozialer Friedensdienst Bremen e. V. (kooptiert)
- St. Petri Kinder- und Jugendhilfe gem. GmbH
- Stiftung Adelenstift Heidberg
- Stiftung Friedehorst
- Stiftung Haus Seefahrt Seefahrtshof/Verwaltung
- Stiftung mission:menschlich
- Verein für Innere Mission in Bremen
- Zuflucht Ökumenische Ausländerarbeit e. V.[12]